# Druk solwentowy
Druk solwentowy, wydruki solwentowe – sposób druku w ploterze atramentowym, w którym typowe atramenty na bazie wodnej zastąpiono pigmentowymi atramentami solwentowymi (na bazie rozpuszczalników organicznych). Druk solwentowy można stosować wobec wszystkich podłoży z zawartością PVC, a w szczególności stosuje się go wobec podłoży nieprzyczepnych dla atramentów wodnych.
Praktyczne zastosowania druku solwentowego to wszelkie wydruki wielkoformatowe oraz odporne na czynniki zewnętrzne w dłuższym czasie (do kilku lat). Atramenty solwentowe są odporne na wiele czynników łącznie z promieniowaniem ultrafioletowym i na ogół nie wymagają laminowania. Ich wadą jest mniejsza precyzja niż dla atramentów wodnych, co jednak przy druku wielkoformatowym nie stanowi przeszkody (dla druków średnioformatowych oglądanych z bliska stosuje się zamiast pigmentowych atramentów solwentowych wodne atramenty pigmentowe).
Media do druku: frontlit- frontlight (baner), mesh (siatka), backlit, blockout, flaga, folia, papier itp.
Atramenty solwentowe zawierają toksyczne rozpuszczalniki, z którymi kontakt może prowadzić do trwałego uszczerbku na zdrowiu. Atramenty eco-solwentowe są mniej toksyczne, jednocześnie znacznie mniej odporne na działanie warunków atmosferycznych i uszkodzenia mechaniczne. Wiele firm korzysta z druku solwentowego, pomimo jego średniej jakości i szkodliwości dla zdrowia i środowiska, z tej przyczyny, że jest wielokrotnie tańszy niż ekologiczne odpowiedniki, takie jak np. druk lateksowy.